# Ламсдорф, Владимир Николаевич
Граф Влади́мир Никола́евич Ла́мсдорф (также Ламздорф или Ламбсдорф; 25 декабря 1844 (6 января 1845) — 6 (19) марта 1907, Сан-Ремо, Италия) — русский дипломат из остзейского дворянства, действительный тайный советник (01.04.1901), статс-секретарь (06.05.1902), министр иностранных дел Российской империи в 1900—1906 годах.

## Биография
Представитель рода Ламздорфов, православного вероисповедания, сын Николая Матвеевича Ламсдорфа. Учился в Александровском лицее, затем в Пажеском корпусе, который окончил в 1862 году.
Начал службу в 4-м отделении Собственной Е. И. В. Канцелярии. Поступив на службу в министерство иностранных дел в 1866 году, работал переводчиком, делопроизводителем Департамента внутренних сношений.
Сопровождал князя Горчакова на Берлинский конгресс, императора Александра III — на его встречи с Францем Иосифом и Вильгельмом I в Скерневицы (1884 год) и с первым из них в Кремзир (1885 год).
С 1879 года Ламсдорф — камергер и управляющий литографией МИД, с апреля 1881 года — 2-й советник министра и член Комитета шифров (лично занимался шифровкой особо важных телеграмм).
В 1882—1896 годах директор канцелярии министерства; ученик и ближайший помощник министра иностранных дел Н. К. Гирса. До конца 1880-х годов, как и министр Гирс, лично придерживался прогерманской ориентации, но после отказа правительства Вильгельма II в 1890 году возобновить тайный русско-германский «договор перестраховки» 1887 года, поддерживал линию на франко-русский союз.
В 1897 году был назначен товарищем (заместителем) министра иностранных дел М. Н. Муравьёва, который возложил на Ламздорфа большую часть текущей работы. Внес значительный вклад в подготовку 1-й Гаагской мирной конференции, за что 21 июля 1899 года был удостоен Высочайшей благодарности.
В июне 1900 года назначен управляющим министерством, а с 25 декабря 1900 года назначен министром иностранных дел. Его политика была продолжением политики его предшественника, графа Муравьёва. Старался распространить и укрепить влияние России на Балканах и на Дальнем Востоке, поддерживал Турцию, охраняя её от разложения.
В конце 1902 года, во время поездки в Белград, Софию и Вену заключил соглашение с Австрией о способах подавления македонского народного движения. В сентябре 1903 года сопровождал императора Николая II в его поездке в Вену и Мюрцштег, где была выработана дальнейшая программа действий в Македонии, состоявшая в подавлении революционного движения, но в то же время в понуждении Турции к определённым реформам. 11 (24) сентября 1903 года было опубликовано правительственное сообщение о македонском движении, осуждавшее его довольно строго. Политика Ламсдорфа увеличила отчуждение от России более радикальных элементов славянства на Балканах, начавшееся в 1890-х. 2 (15) октября 1904 года Ламздорфом и австрийским послом Эренталем была подписана декларация о взаимном нейтрайлитете.
На Дальнем Востоке Ламсдорф вёл политику постепенного расширения владений России. Вывод войск из Маньчжурии, как было согласовано договором 1902 года, не был полностью произведен Россией, что стало одной из причин войны с Японией (1904—1905). Выступал за умеренный курс дальневосточной политики (соглашение с Японией и мирное разрешение корейско-маньчжурского вопроса).
После расторжения Шведско-норвежской унии, в октябре 1905 года Россия первой из иностранных государств признала независимость Норвегии и установила с ней дипломатические отношения.

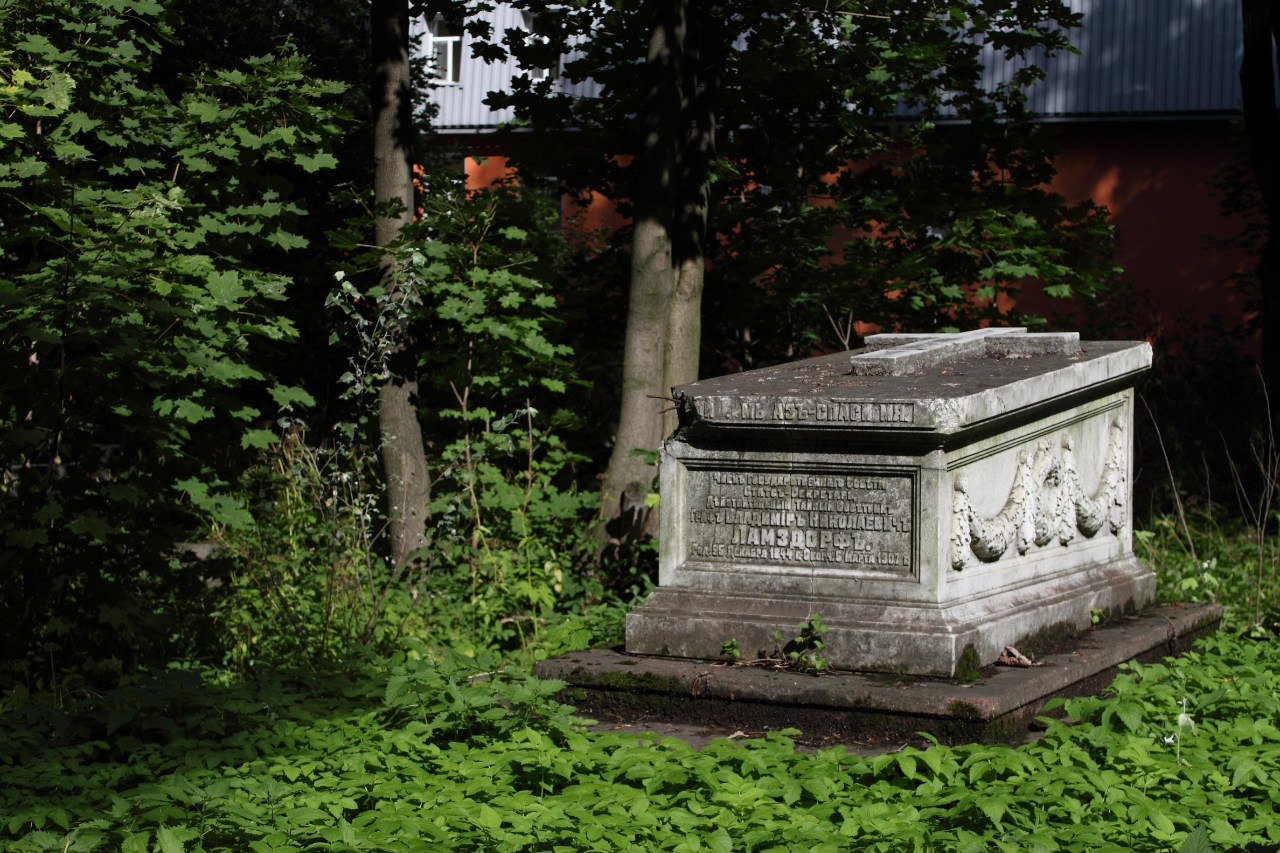
Могила графа Ламздорфа на Смоленском кладбище Петербурга

В связи с начавшейся в России революцией 1905—1907 годов Ламздорф стремился к объединению действий монархических режимов, в первую очередь России и Германии: в январе 1906 он попытался наладить постоянные контакты между полицейскими службами двух стран. Перед ведомством Ламздорфа стояла также задача борьбы с доставкой оружия для революционеров из-за границы, в связи с чем оно делало неоднократные представления правительствам сопредельных стран, а также Великобритании, Бельгии и других европейских государств с просьбой установить таможенный надзор, который исключал бы отправку оружия в Россию. Автор «Записки об анархистах» — секретного «меморандума о тайных корнях революционного движения в России, находящихся за границей».
В октябре 1905 года Ламздорф вошёл в кабинет С. Ю. Витте, вместе с которым настоял на том, чтобы Бьёркский договор с Германией, заключённый Николаем II без присутствия Ламздорфа, не обрел действительной силы. В мае 1906 года Ламсдорф получил отставку с назначением членом Государственного совета. Замена Ламздорфа, не желавшего считаться ни с какими «демократическими» учреждениями на Извольского, стремившегося, наоборот, предстать перед парламентом в качестве первого «конституционного» министра иностранных дел была связана с переходом к конституционному строю после революции 1905 года.

## Награды
- Орден Святого Владимира 3-й степени (16.12.1878)
- Орден Святого Станислава 1-й степени (15.05.1883)
- Орден Святой Анны 1-й степени (13.04.1886)
- Орден Святого Владимира 2-й степени (01.01.1892)
- Орден Белого орла (02.04.1895)
- Орден Святого Александра Невского (05.04.1898)
- Высочайшая благодарность (21.07.1899)
- Бриллиантовые знаки к ордену Святого Александра Невского (11.08.1904)
- Орден Святого Владимира 1-й степени (05.10.1905)
- Высочайший рескрипт (28.04.1906)

Иностранные:
- Персидский орден Льва и Солнца 1-й степени (1882)
- Черногорский орден князя Даниила I 1-й степени (1883)
- Австрийский орден Франца-Иосифа 1-й степени (1884)
- Японский орден Восходящего солнца 1-й степени (1884)
- Греческий орден Спасителя, большой крест (1889)
- Прусский орден Короны 1-й степени (1890)
- Бухарский орден Золотой звезды с алмазами (1893)
- Папский орден Пия IX, большой крест (1896)
- Австрийский орден Железной короны 1-й степени (1896)
- Болгарский орден Святого Александра 1-й степени (1897)
- Бухарский орден Короны с алмазами (1898)
- Румынский орден Звезды 1-й степени (1898)
- Турецкий орден Османие 1-й степени (1898)
- Бельский орден Леопольда I, большой крест (1900)
- Сербский орден Белого орла (1901)
- Французский орден Почётного легиона, большой крест (1901)
- Испанский орден Карла III, большой крест (1902)
- Прусский орден Чёрного орла (1902)

## Личная жизнь
Неприятели графа Ламсдорфа, чтобы навредить его репутации, привлекали внимание к его нетрадиционной сексуальной ориентации. Например, А. С. Суворин неприязненно писал в дневнике:

Царь называет графа Ламздорфа «мадам», его любовника Савицкого повышает в придворных чинах. Ламздорф хвастается тем, что он 30 лет (!) провел в коридорах Министерства иностранных дел. Так как он педераст, и мужчины для него девки, то он 30 лет провел как бы в борделе. Полезно и приятно!— 

## Сочинения
- Ламздорф В. Н. Дневник. 1886—1890.. — М.: ГИЗ, 1926. — 395 с.
- Ламздорф В. Н. Дневник. 1891—1892.. — М.: Academia, 1934. — 407 с.
- Ламздорф В. Н. Дневник. 1894—1896. / Под общей редакцией и с предисловием В. И. Бовыкина. Перевод рукописи с фр., нем. и англ., введение, составление и комментарии И. А. Дьяконовой. — М.: Международные отношения, 1991. — 456 с.